# Lightspark
Lightspark es reproductor de SWF de código libre y abierto, publicado bajo los términos de la Licencia Pública General Reducida de GNU (LGPL) versión 3.

## Características
Lightspark soporta la mayoría de ActionScript 3.0 y tiene un plug-in compatible con Mozilla. Recaerá sobre Gnash, un reproductor libre de SWF que soporta código ActionScript 1.0 y 2.0 (AVM1).
Lightspark soporta renderizado basado en OpenGL, ejecución de ActionScript basado en LLVM y utiliza shaders de OpenGL (GLSL). El reproductor es compatible con videos Flash H.264 en YouTube.

## Portabilidad
El reproductor Lightspark es completamente portable. Se ha construido con éxito en Ubuntu 11.04 (Natty Narwhal), en las arquitecturas PowerPC, x86 , ARM y AMD64. Lightspark tiene una rama Win32 para Microsoft Visual Studio e introdujo un plug-in compatible con Mozilla para Windows en la versión 0.5.3. Desde entonces, el proyecto no ha visto ninguna versión oficial de Windows, pero las nuevas versiones están construidas y puestas a disposición de forma continua a través de Jenkins.